# In-Grid
Ingrid Alberini (nació el 11 de septiembre de 1978 en Guastalla) reconocida en el mundo artístico simplemente como "In-Grid" es una cantautora italiana que alcanzó el éxito internacional en 2003 con su tema Tu Es Foutu. La canción fue un rotundo éxito en Europa, Rusia, Australia, Latinoamérica y en los Estados Unidos, donde ocupó el cuarto lugar de la Billboard Hot Dance Airplay chart en 2004.

## Carrera
El nombre de Ingrid le fue dado por sus progenitores como un tributo a la famosa actriz sueca Ingrid Bergman, quien era la favorita de su padre. Sus padres tenían una sala de cine en una pequeña ciudad cerca de Parma y Reggio Emilia, una zona conocida como la cuna de la música italiana clásica y moderna. Ingrid creció rodeada de filmes y bandas sonoras que, como ella declara, tuvieron gran influencia en su decisión de convertirse en cantante. Las películas desataron su imaginación y alimentaron su ambición de transmitir sus emociones a cuanta gente le fuera posible.
La trayectoria artística de Ingrid comienza con la pintura y la actuación, pero pronto descubre que la forma más poderosa de expresión en ella, era el canto. Comenzó a cantar en piano bares, musicales y bandas locales de jazz, pero su voz suave y su capacidad de interactuar con el público durante sus conciertos, la llevaron a conocer a los productores musicales Larry Pignagnoli y Marco Soncini. Estos le ofrecerían uno de sus más recientes proyectos en ese momento, para que Ingrid compusiera la letra, además de interpretarla, y pronto Tu Es Foutu cobra vida. La canción rompió todos los récords de difusión italiana e inmediatamente se convirtió en un éxito internacional.
Discos de Platino: México, Polonia y Ucrania.
Discos de Oro: Escandinavia, Australia, México, doble en Polonia, República Checa, Grecia, Rumania y Rusia.
Después del éxito con su álbum Rendez-Vous, Ingrid inicia giras alrededor del mundo; aún después de casi veinte años, sigue siendo considerada como una de las artistas más talentosas en el panorama de la música eurodance.
Ingrid ha lanzado tres álbumes dance, y otros dos del género chill-out/lounge, además de varios sencillos en los que ha colaborado con diferentes artistas de diferentes partes del mundo, como Rusia, Polonia, Italia y Grecia.
La cantautora nunca ha descuidado su cultura y formación académica, pues tiene un Doctorado en Filosofía.
Su enorme talento, y su capacidad para interpretar nuevos roles y sugerencias, la han llevado a explorar el mundo del Pop-swing y Burlesque. Su sencillo Vive Le Swing en su remix club se ha colocado en la posición No.1 en los chart DJ Tunes.

## Discografía

### Sencillos
- 2002: "Tu es foutu / You Promised Me"
- 2003: "In-tango"
- 2003: "Shock"
- 2004: "Ah l'amour l'amour"
- 2004: "Milord"
- 2005: "Mama mia"
- 2006: "Oui"
- 2006: "Tu es là?" (feat. Pochill)
- 2006: "I Was A Yé-Yé Girl" (feat. Doing Time)
- 2008: "I Love" (feat. Jacek Stachursky)
- 2009: "Le dragueur"
- 2009: "Les fous"
- 2010: "Vive le swing"
- 2011: "Avec toi" (feat. Zoe Tiganouria)
- 2012: "Падает снег" (feat. Жанна Фриске)
- 2012: "Sweet Fairy Love" (feat. Lineki & Bern)
- 2012: "La trompette" (feat. Gary Caos & Rico Bernasconi)
- 2014: "J'adore" (ROUGE & SCM) feat. In-Grid
- 2015: "Ümid Yagishi" (feat. Vagif Nagyev)
- 2015: "Kiki Swing"
- 2016: "Chico Gitano" (Люблю Цигана)
- 2017: "Sois Italien" (Dimi-Nuendo) feat. In-Grid
- 2019: "Mon Amour" feat. Лолита
- 2020: "Be Italian" (Step on the virus)
- 2020: "Подожди" (feat. Avraam Russo)

### Álbumes
- 2003: Rendez-vous

1. In-tango
2. Tu es foutu
3. Mais la nuit ... Il dort !
4. Shock
5. Dans ma mémoire
6. Pour toujours
7. Souvenir d'été
8. I'm folle de toi
9. Je ne crois pas
10. Esclave de toi
11. Ah l'amour l'amour
12. Va au diable

- 2003: Rendez-vous (English Version)

1. You Promised Me (Tu es foutu)
2. We Tango Alone (In-tango)
3. More & More (Mais la nuit ... Il dort !)
4. In-Shock (Shock)
5. Inside Of Me (Dans ma mémoire)
6. Evermore (Pour toujours)
7. Summer Souvenir (Souvenir d'été)
8. So folle de toi (I'm folle de toi)
9. Don't Believe (Je ne crois pas)
10. Slave To Thee (Esclave de toi)
11. Only Lies (Ah l'amour l'amour)
12. Get Lost (Va au diable)

- 2004: La vie en rose

1. Milord (Édith Piaf, 1959)
2. La vie en rose (Édith Piaf, 1946)
3. Les Champs-Élysées (Dance Version) (Joe Dassin, 1969)
4. L'accordéoniste (Édith Piaf, 1945)
5. Un beau roman (Une belle histoire) (Michel Fugain, 1972)
6. Chanson d'amour (Art and Dotty Todd, 1958)
7. Un homme et une femme (Nicole Croisille et Pierre Barouh, 1966)
8. Les feuilles mortes (Yves Montand, 1949)
9. Ne me quitte pas (Jacques Brel, 1959)
10. La mer (Roland Gerbeau, 1945 / Charles Trenet, 1946)
11. Et maintenant (Gilbert Bécaud, 1961)
12. Non, je ne regrette rien (Édith Piaf, 1960)
13. Les Champs-Élysées (Joe Dassin, 1969)
14. Milord (Skydreamer Remix) (Édith Piaf, 1959)

- 2005: Voilà !

1. Mama mia
2. Le coquin
3. Dans tes yeux
4. Click clock
5. L'amoureuse
6. Oui
7. Jamais eu
8. À poings fermés
9. Où est ma vie ?
10. Encore une fois
11. C'est pour toi

- 2005: Voilà ! (English Version)

1. Mama mia
2. Karma Fields (Le coquin)
3. Poison In Your Mind (Dans tes yeux)
4. Tic Toc (Click clock)
5. One More Time (Encore une fois)
6. Raining In Your Heart (L'amoureuse)
7. The Slave (À poings fermés)
8. I Was Happy (Jamais eu)
9. If (Oui)
10. Love Out Of Time
11. Say You're Mine (Où est ma vie ?)
12. You Kissed Me
13. Really Really Wanna
14. Every Night
15. Come Back Home (C'est pour toi)

- 2010: Passion

1. Les fous
2. Le dragueur
3. Amour ma passion
4. Chaos
5. Movie Star
6. Jalousie
7. Les jeux sont faits
8. Sweet Desire
9. Vive le swing
10. C'est l'amour
11. Le cri du cœur
12. Tout pour toi
13. Papillonne sur moi
14. À ma façon
15. Tu es là? (feat. Pochill)
16. I Was A Ye-Ye Girl (Soundtrack Radio Edit) (feat. Doing Time)
17. Amour ma passion (2011 Radio Edit)

- 2011: Lounge musique

1. Comment te dire adieu? (Françoise Hardy, 1968)
2. Les enfants du Pirée (Dalida, 1960)
3. Tu veux ou tu veux pas (Marcel Zanini, 1969)
4. Étienne (Guesch Patti, 1987)
5. Mais non mais oui
6. C'est si bon (Jacques Hélian et son Orchestre, 1948)
7. Alchimie
8. Sympathique (Pink Martini, 1997)
9. Tentación al Hombre
10. C'est la ouate (Caroline Loeb, 1986)
11. Quiero Vivir
12. Ange ou diable
13. L'été indien (Joe Dassin, 1975)
14. Papillonne sur moi (Fab Samperi Remix) (Bonus Track)

## Videos
- Tu Es Foutu
- In-Tango
- Shock
- Milord
- Mama Mia
- Oui
- Le Dragueur
- Les Fous
- Vive Le Swing
- Avec Toi
- Sweet Fairy Love (No colabora en ningún aspecto para el video)
- Ümid Yagishi
- Be Italian